# Новопетликівська сільська рада
Новопе́тликівська сільська́ ра́да — колишня адміністративно-територіальна одиниця та орган місцевого самоврядування в Чортківському районі Тернопільської області. Адміністративний центр — с. Нові Петликівці.

## Загальні відомості
Новопетликівська сільська рада утворена 24 грудня 1986 року.
- Територія ради: 23,4 км²
- Населення ради: 825 осіб (станом на 2001 рік)
- Територією ради протікає річка Вільховець

До 19 липня 2020 р. належала до Бучацького району.
11 грудня 2020 р. увійшла до складу Бучацької міської громади.

## Населені пункти
Сільській раді підпорядковані населені пункти:
- с. Нові Петликівці
- с. Пушкарі

## Склад ради
Рада складається з 16 депутатів та голови.
- Голова ради:

### Керівний склад попередніх скликань
| Прізвище, ім'я, по батькові | Основні відомості                                    | Дата обрання | Дата звільнення |
| --------------------------- | ---------------------------------------------------- | ------------ | --------------- |
| Єднак Тарас Іванович        | Сільський голова, 1962 року народження, безпартійний | 26.03.2006   | 31.10.2010      |

Примітка: таблиця складена за даними сайту Верховної Ради України

### Депутати
За результатами місцевих виборів 2010 року депутатами ради стали:

#### За суб'єктами висування
| Суб'єкт висування | Кількість обраних депутатів | %   |
| ----------------- | --------------------------- | --- |
| Самовисування     | 16                          | 100 |

#### За округами
| № округу | Прізвище, ім'я, по батькові  | Дата визнання обраним | Освіта             | Партійна приналежність | Відомості про обраного депутата    |
| -------- | ---------------------------- | --------------------- | ------------------ | ---------------------- | ---------------------------------- |
| 1        | Мариняк Ігор Федорович       | 04.11.2010            | вища               | позапартійний          | Бучацька міська рада, юрисконсульт |
| 2        | Філь Оксана Володимирівна    | 04.11.2010            | вища               | позапартійна           | тимчасово не працює                |
| 3        | Левенець Михайло Іванович    | 04.11.2010            | середня            | позапартійний          | тимчасово не працює                |
| 4        | Гева Ольга Антонівна         | 04.11.2010            | середня            | позапартійна           | тимчасово не працює                |
| 5        | Витвицька Світлана Василівна | 04.11.2010            | середня            | позапартійна           | БК с. Нові Петликівці, директор    |
| 6        | Крупа Тетяна Михайлівна      | 04.11.2010            | вища               | позапартійна           | ЗАТ «Астрон», бухгалтер            |
| 7        | Знак Василь Іванович         | 04.11.2010            | середня спеціальна | позапартійний          | тимчасово не працює                |
| 8        | Гнилиця Марія Романівна      | 04.11.2010            | середня            | позапартійна           | тимчасово не працює                |
| 9        | Єднак Ігор Тарасович         | 04.11.2010            | вища               | позапартійний          | тимчасово не працює                |
| 10       | Ролманчук Іван Андрійович    | 04.11.2010            | середня            | позапартійний          | тимчасово не працює                |
| 11       | Єднак Іван Ількович          | 04.11.2010            | середня            | позапартійний          | тимчасово не працює                |
| 12       | Снєжик Галина Володимирівна  | 04.11.2010            | середня            | позапартійна           | ПП Легеневич, продавець            |
| 13       | Понго Роман Борисович        | 04.11.2010            | середня спеціальна | позапартійний          | тимчасово не працює                |
| 14       | Скорський Олег Олександрович | 04.11.2010            | середня            | позапартійний          | тимчасово не працює                |
| 15       | Ярославська Марія Іванівна   | 04.11.2010            | середня            | позапартійна           | Новопнтликівська с/р, секретар     |
| 16       | Ваврик Василь Васильович     | 04.11.2010            | середня            | позапартійний          | навчається                         |